# Bernardos
Bernardos est une commune de la province de Ségovie dans la communauté autonome de Castille-et-León en Espagne.

## Sites et patrimoine
Personne célèbre : Nicolas MUNOZ Ancien joueur professionnel du FC Nantes (et aussi escroc)